# シンギダ
シンギダは、タンザニア中部のシンギダ州の州都である。

## 地理・交通

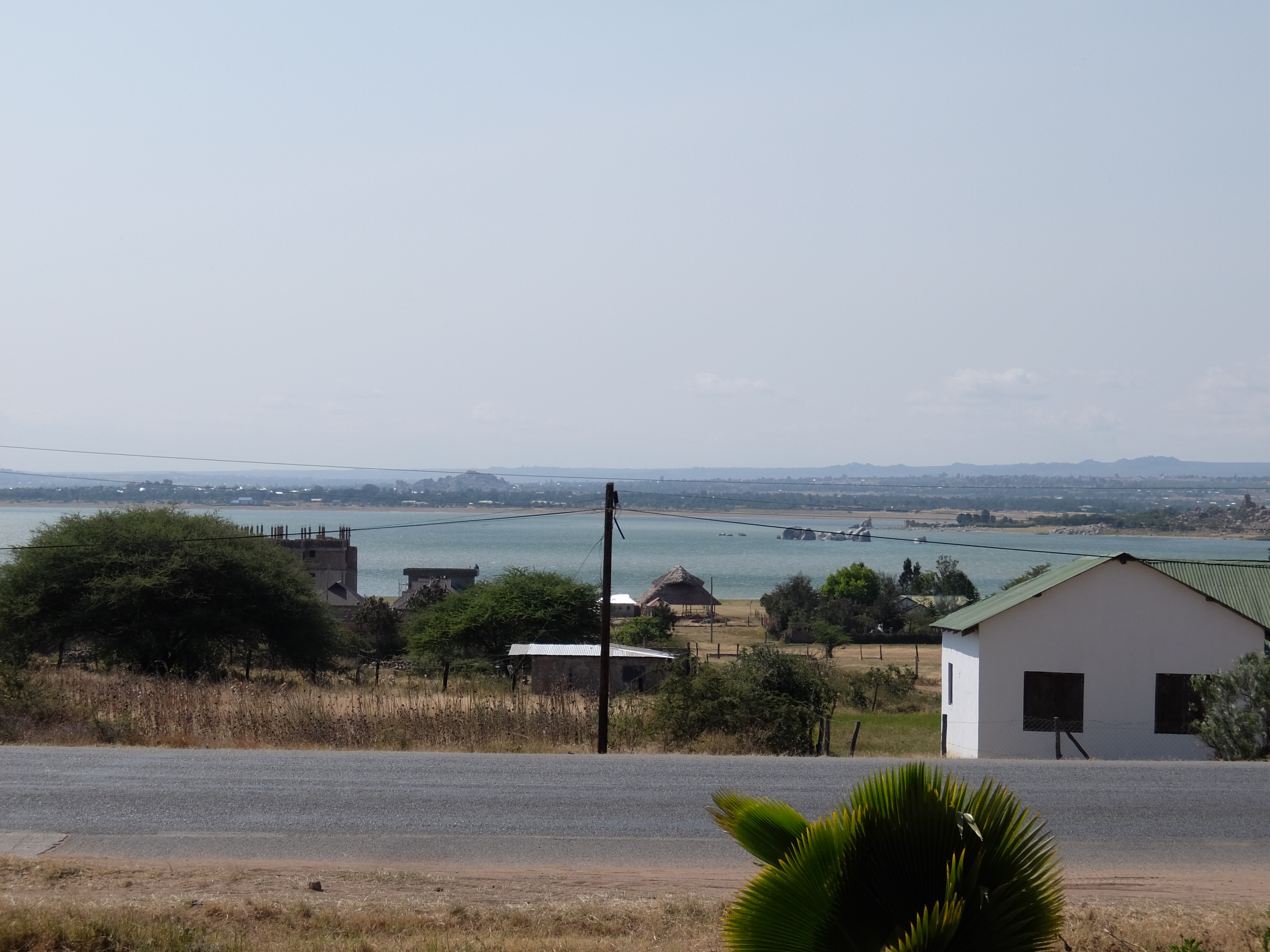
シンギダの郊外のシンギダ湖。野鳥が多数見られる場所である。

### 鉄道
タンザニアには、インド洋岸のダルエスサラームから、モロゴロ州の州都のモロゴロ、首都のドドマなどを通って、タンガニーカ湖岸のキゴマまでを結ぶ、中央線と呼ばれる路線も存在する。この中央線はシンギダ州も通っているものの、州都のシンギダには通っていない。しかしながら、シンギダ州のマニョニで中央線から分岐している支線が、シンギダに到達している。

### 道路

#### 案内標識の解説

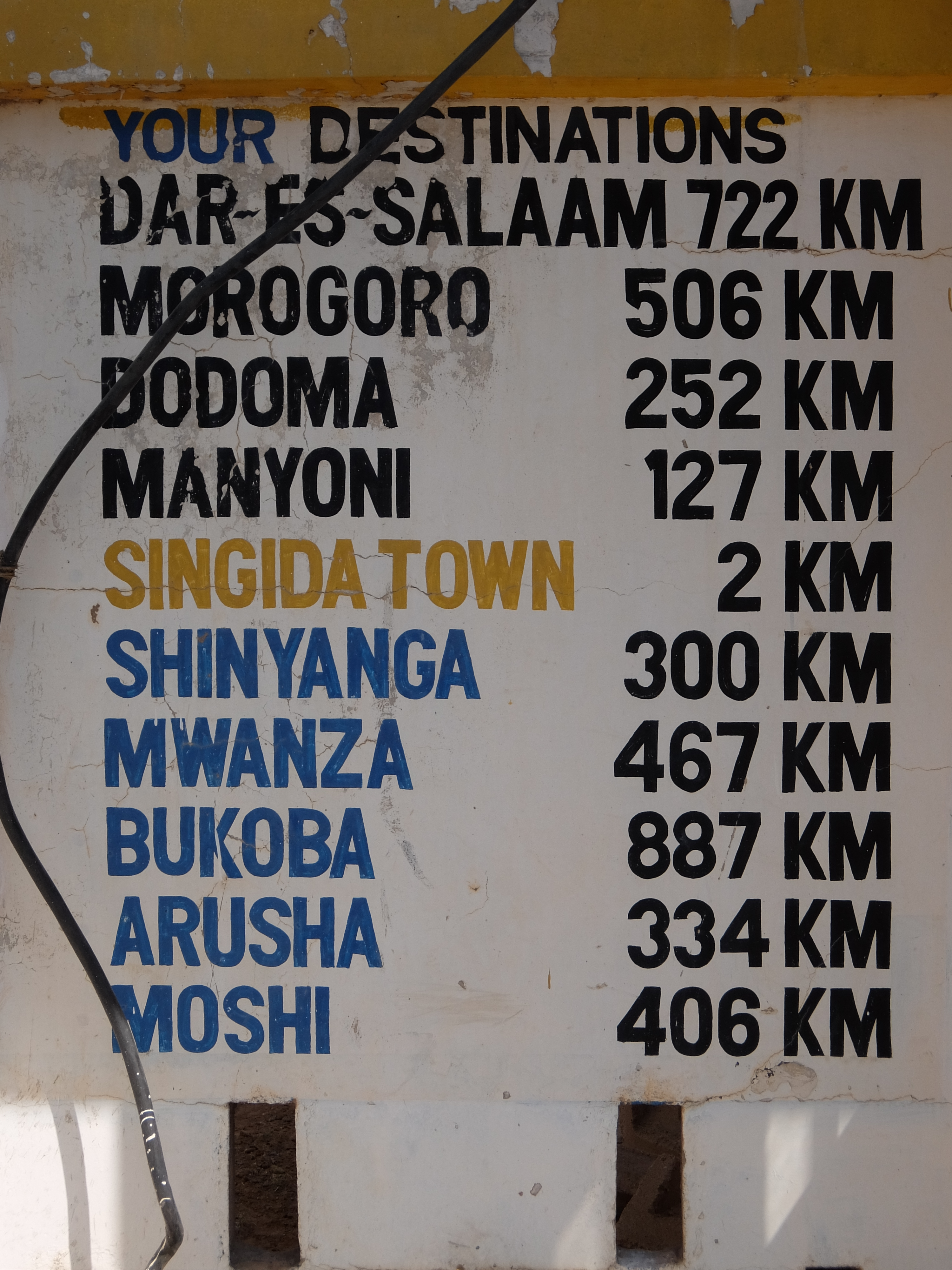
シンギダの中心街から約2 kmの場所の道路脇に掲示されている案内標識。

この案内標識は、シンギダの中心街から約2 kmの場所に設置されている。
案内標識には上から順番に、この場所からダルエスサラーム（DAR-ES-SALAAM）まで722 km、モロゴロ（MOROGORO）まで506 km、ドドマ（DODOMA）まで252 km、マニョニ（MANYONI）まで127 kmと書かれており、ここまでに案内標識で挙げられた都市は、いずれもシンギダの南を東西方向に走る鉄道路線の中央線上の都市である。
その下は、シンギダから北西方向の都市である。この案内標識から、シニャンガ（SHINYANGA）まで300 km、ムワンザ（MWANZA）まで467 km、ブコバ（BUKOBA）まで887 kmと書かれている。ただし、シンギダからブコバへ向かう場合は、ンゼガまでは、シニャンガやムワンザへ道路で向かう場合と同じ幹線道路を使用し、その後はシニャンガやムワンザへは向かわずに、カハマなどを経由した幹線道路を利用した方が道程は短い。
さらに下は、シンギダから北東方向の都市である。この案内標識から、アルーシャ（ARUSHA）まで334 km、モシ（MOSHI）まで406 kmと書かれている。
なお、タンザニアはスワヒリ語が広く用いられてきたものの、公用語は英語であり、この道路標識も英語表記だと見て取れる。

#### 広域幹線道路
タンザニア東部のモロゴロ州の州都であるモロゴロを起点として、タンザニアの北西に位置するルワンダとの国境を結ぶ幹線道路で、舗装もされているT3号線が、シンギダを通っている。
また、シンギダ州の北東のマニャラ州のババティへは、舗装された道路のT14号線が、シンギダから出ている。なお、アルーシャやモシへは、このババティから、さらに幹線道路を北東へと進んだ先に位置する。

### 航空
シンギダの町の北西には、簡易的な滑走路を備えた「Singida AirStrip」が設置されている。

## 人口
郊外も含めたシンギダの都市圏人口は、2012年に実施されたタンザニア政府による調査によれば、150,379人であった。なお、2012年時点において、郊外を含めない人口は、85,242人だった。

## 教育
シンギダ州付近に居住してきた部族の武器や宝飾品などの工芸品を展示した郷土資料館が大学に併設されている。